# أولاد موسى (لعشاش)
أولاد موسى هو دُوَّار يقع بجماعة مشرع حمادي، إقليم تاوريرت، جهة الشرق في المملكة المغربية. ينتمي الدوّار لمشيخة لعشاش التي تضم 3 دواوير. يقدر عدد سكانه بـ 485 نسمة حسب الإحصاء الرسمي للسكان والسكنى لسنة 2004.

## روابط خارجية
- البوابة الوطنية للجماعات الترابية
- المندوبية السامية للتخطيط